# Ribeira da Fazenda
Ribeira da Fazenda é um curso de água português localizado no concelho de Santa Cruz das Flores, ilha das Flores, arquipélago dos Açores.
A Ribeira da Fazenda tem origem a uma cota de altitude de cerca de 800 metros.
nas imediações do Pico dos Sete Pés, do Chão da Cruzinha, e da Testa da Igreja. A sua bacia hidrográfica bastante extensa procede assim à drenagem de uma área apreciável da ilha que abrange parte do o Pico dos Sete pés, o Chão da Cruzinha, a Testa da Igreja, o Pico da Sé, e da Ribeira da Badanela. As águas destas duas ribeiras foram sujeitas a aproveitamento hidroeléctrico.
O seu curso de água recebe as águas de vários afluentes, embora de pequeno caudal, seguindo para o oceano, depois de passar próximo do Miradouro da Pedra Alta. A foz da Ribeira da fazenda desagua no Oceano Atlântico junto a Fazenda de Santa Cruz, local da Lagoa, junto à Baixo do Moinho e à Baixa Vermelha.